# Лессі повертається додому (повість)
Лессі повертається додому (англ. Lassie Come-Home) — повість Еріка Найта, що розповідає про пригоди довгошерстої колі Лессі.
Твір спочатку був опублікований у 1938 році на сторінках газети Saturday Evening Post як оповідання. У 1940 році автор вирішив видати роман за мотивами цієї новели. Роман став бестселером і вважається класикою дитячої та юнацької літератури, а персонаж Лессі став однією з ікон масової культури.

## Зміст
Сюжет книги про дружбу між собакою Лессі та хлопчиком на ім'я Джо. Дружба піддається випробуванню, коли батьки хлопчика, через матеріальну скруту, продають тварину без його відома. Хлопчик у розпачі. Однак Лессі несподівано повертається додому, втікши від нового власника, принца Радлінга. Здивовані батьки повертають собаку власнику. Однак Лессі ще кілька разів намагається втекти. Коли вона знову з'являється в будинку Джо, хлопець вирішує втекти разом з нею. Однак батько хлопчика знаходить їх обох. Лессі має повернутися до нинішньої власниці, яка цього разу відправляє собаку аж до Шотландії. Джо втрачає надію побачити її. Він розбитий і сумний. Однак Лессі знову втікає і декілька тижнів подорожує у пошуках Джо, долаючи відстань у сотні миль від Шотландії до Англії. Довга мандрівка собаки додому — основний зміст книги. Коли батьки Джо бачать Лессі, вони вирішують її залишити. Приїжджає принц Радлінг і впізнає собаку, але зворушений вірністю Лессі, він вирішує найняти батька Джо опікуном своїх собак, щоб бути власником Лессі і не забирати її від хлопчика.

## Екранізації
- Лессі повертається додому (1943)
- Лессі (2005)